# Општина Љубовија
Општина Љубовија је општина у западној Србији, која обухвата крај Азбуковицу и има површину од 356 km2. Према попису из 2011. општина Љубовија има 14.469 становника, а 1961. године имала је 25.000 житеља. Знатан део одселио се у Мачву, али и у Срем, подручје Ваљева, Новог Сада, Београда и других градова. По подацима пописа 2022. општина има 12.168 становника. Највеће место је Љубовија које је њено средиште, са око 5.000 становника, а постоји још 26 углавном мањих села од којих су највећа Црнча и Врхпоље.

## Географски положај
Област општине је претежно брдско-планинска, док се мањи делови равничарских и брежуљкастих терена налазе у долини реке Дрине и спада у ред економски неразвијених подручја. С обзиром на оријентисаност становништва на пољопривредну производњу, у укупном дохотку пољопривреда заједно са шумарством, ловом и водопривредом учествује са 50,85%, прерађивачка индустрија 23,23%, трговина 3,48%, грађевинарство 2,98% и остале делатности са 19,46%.
Западну границу територије општине Љубовије представља река Дрина (граница Србије), са источне стране налазе се општине Ваљево и Осечина, на северу се налазе општине Крупањ и Мали Зворник, док на југу овог подручја, границу представља општина Бајина Башта. По површини територије, броју становника и насеља, општина Љубовија се сврстава у мање општине у Србији. Обухвата 0,64% територије, у њој живи 0,20% становништва.
Општина Љубовија има солидан положај када је у питању саобраћај који се првенствено ослања на најпогоднији правац, а то је комуникација долином реке Дрине (север-југ), којим се ово подручје укључује у друмске и друге комуникационе системе. Главну путну мрежу чине:
- магистрални пут М-19 север-југ, деоница Мали Зворник-Љубовија-Бајина Башта који се укључује у шире магистралне саобраћајнице;
- магистрални пут М-127, такође правац север, везује магистрални пут М-19 преко Грачанице и Крупња са магистралним путем Лозница-Ваљево-Лазаревац;
- регионални пут Р-113, источни правац, Љубовија-Пецка-Причевић. Овај пут полази од магистралног пута М-4 Лозница-Ваљево-Лазаревац и укључује се на магистралну саобраћајницу М-19.

Подручје општине Љубовија је повезано са Републиком Српском, са старим мостом на реци Дрини и новим мостом који је тренутно у изградњи. Путну мрежу подручја општине допуњује мрежа локалних путева. Основна ограничења везана за саобраћајну инфраструктуру су застарелост технологије, превозних средстава и опреме, као и недостатак инвестиција у дотрајале путеве.

### Рељефне карактеристике
Рељеф Љубовијског краја одређује превасходно положај овог краја на додиру двеју великих геолошких и предеоних целина овог дела Европе-равница на северу (Панонска низија) и планинске зоне на југу. У висинском погледу могу се уочити три доминантне целине: 
- долина Дрине са приобалним ниским појасом надморске висине 185m,
- ниско и средње побрђе које чине брежуљкасте форме нижих падина Подрињско-Ваљевских планина са једне стране и Соколских планина са друге стране. Обележје овог рељефа су заталасане површи испресецане долинама многобројних водотока.
- планинско и припланинско подручје ослоњено на ланац Подрињско-Ваљевских планина Медведник (1204m), Бобија (1272,0m), Соколске планине (973m). Ово подручје одликује густа и развијена речна мрежа и благо терасасто спуштање терена у правцу долина реке Љубовиђе, а затим Дрине.

Највећи део планинског масива на територији општине Љубовија изграђен је од тријасних кречњака и дијабаз-рожњачке формације. Преко старије подлоге лежи горњокредна серија представљена претежно спрудним масивним и банковитим кречњацима, затим лапоровитим кречњацима, лапорцима и конгломератима. На простору Соколске планине доминира врх Рожањ од 973m. Дринској области припада пространи пешчарско шкриљасти комплекс са наизменичним смењивањем пешчара и разноврсних шкриљаца у хоризонталном и вертикалном правцу.

### Водни ресурси
Највећи део територије Љубовијске општине богат је површинским водама. Густа речна мрежа је доминантно везана за слив Дрине. 
Подручје Општине, с обзиром на брдовитост и стрменитост терена има веома богату хидрографску мрежу водотока, а реципијент за све потоке и реке је река Дрина.
Река Дрина је богата са водом чији хидроенергетски потенцијал износи око 20% од укупног потенцијала Србије. Корито реке Дрине на подручју општине Љубовија, претежно је усечено и песковито — шљунковите формације алувијума, због велике потискујуће снаге воде, дно и обале су нападнуте, па долази до одношења песка и шљунка и њиховог таложења у акумулационом језеру Зворничке хидроелектране.
Најзначајнији водотоци су реке Дрина и Љубовиђа. Атрактиван морфолошки израз пружају ове две планинске реке, које су својим токовима дубоко усечене у масивне стене, што овим деловима даје одлике клисуре, а понекад и кањонски карактер (долина реке Трешњице) изнад којих се издижу на неким деловима чак вертикалне долинске стране. Осим ове две реке, на подручју Општине постоје сливови следећих водотокова: Трешњица, Буковичка река, Грабовички поток, Грачаничка река, Узовничка река, Селаначка река и Лукавица. Поред тих водотока на подручју општине Љубовија постоји већи број мањих потока. Укупно на подручју слива реке Љубовиђе је регистровано 176 бујичних водотокова.
Опште карактеристике свих водотокова (река и потока) на подручју Општине је да имају велике по дужини падове корита и велике падове сливних површина, да су им корита доста кривудава и обрасла у растиње, да им је доток врло брз и хировит и да се на регулацији њихових корита, до сада скоро није ништа урадило. За време јачих киша и отапања снегова, ове реке и потоци нагло надолазе, тако да њихове велике воде носе све што стоји на њиховом путу. При томе носе и веће количине вучног наноса, које реке услед пада кинетичке енергије таложе у доњем току у облику кегла. На свим тим рекама и потоцима не постоји нити једна водомерна станица која би регистровала водостај и протицаје, као и принос наноса.

## Историја
Истраживања казују да је живот у Азбуковици зачео још у млађем каменом добу проналаском каменог чекића и судића из Љубовије, али на значају добија крајем неолита када се ту налазе три рудника. О бронзаном добу сведоче гробља, хумке, а у гвозденом се појављују Илири који се баве земљорадњом, сточарством и рударством, као и ловом и риболовом.
У време римске доминације, на почетку наше ере, овај крај је припадао провинцији Далмација.
Из римског периода су пронађени остаци неколико грађевина које су у мањем или већем проценту сачуване до данашњих дана. Најзначајнија од тих грађевина је стари мост који је у народу познат као Латинска ћуприја. 
За време српско-турских ратова, погранично подручје уз Дрину је имало посебан значај, јер су се на њему одвијале борбе. Љубовију је државна власт основала са циљем да постане седиште пограничних и царинских власти и да се развије у привредни центар са доминантним гранама трговине и занатства.
Азбуковица је дочекала ослобођење од Турака 1834. године. Њиховим исељењем из Соко града 1862. постаје гранична област. Одмах се иницира отварање прелаза скеле и 1837. почиње изградња карантина, осматрачнице, санитетске установе и магацина за робу, чиме се постављају урбанистичке основе новог насеља Љубовије, „усред поља Драбића”. Љубовија постаје среско место 23 године касније, а 3. јула 1871. бива проглашена за варошицу.
Љубовија је 1896. године потпуно страдала у катастрофалној поплави и силна бујица односи све што је дохватила. Житељи Љубовије обнављају своје насеље на новој локацији, узвишењу званом Јабучје, где се и данас налази. Нова Љубовија је подигнута на оближњем узвишењу уз финансијску помоћ државног савета. Насеље је веома брзо подигнуто и већ првих година 20. века се налазило на новој локацији, на којој је и данас.

## Привреда
По величини територије, броју становника и другим показатељима ниво економске и привредне развијености Општина Љубовија се сврстава у мање и недовољно развијене општине у Србији, јер је њен достигнути ниво привредне, просторне и укупне друштвене развијености нижи од достигнутог нивоа развијености ширих просторних целина — општина које су остваривале знатно бржи развој.
Јавна и јавна комунална предузећа и службе које раде на подручју општине Љубовија су: 
- ЈП Љубовија,
- ЈКП Стандард,
- ЈП ПТТ-саобраћаја Србија (ЈПМ Љубовија),
- Телеком Србија,
- ЈП ЕПС Електродистрибуција Лозница (пословница Љубовија),
- РГЗ Служба за катастар непокретности Љубовија (ЈП Србија шуме — Шумско газдинство Борања — Шумска управа Мали Зворник, покрива и територију општине Љубовија).

Велики број предузећа је затворен, али има и оних која су наставила са радом након приватизације:
- АД „Соко Нада Штарк” погон у Љубовији је фабрика трајних слатких колача “Љубовија” која послује у саставу Компаније “Штарк” отворена 1980. године у складу са тадашњом политиком улагања у неразвијена подручја. Производи чајна пецива на три производне линије у количини од мин. 200 тона месечно. Овај погон један је од најбољих привредних субјеката у Љубовијској општини. Развојним плановима компаније модернизоваће се делови производног процеса чајних пецива и редизајнирати постојећа амбалажа. У плану је и увођење нових производа.
- „Алпине Камен” ад Баточина, Предузеће за производњу грађевинског материјала, погон Љубовија, је предузеће чија је основна делатност експлоатација камена за грађевинарство.
- „Велики Мајдан”, Рудник олова и цинка доо Љубовија — био окосница привредне производње и сада запошљава велики број радника.
- „Задругар”, Предузеће за складиштење замрзнутог воћа послује по модерним стандардима, запошљава велики број сезонских радника. Изграђен велики број хладњача мањег капацитета.
- „Риботекс” Горња Трешњица — предузеће које се бави мрестом и товом речне пастрмке. Због квалитета рибе која се производи у рибњаку, дистрибуира се на нивоу целе Србије. По угледу на Риботекс изграђен је велики број мањих приватних рибњака.
- „Дуван а.д.” Љубовија — ферментација дувана. Некада је ово подручје било познато по производњи дувана. Запошљава велики број сезонских радника.

## Пољопривреда
Од укупног становништва у општини Љубовија (17.052), 4.867 становника према попису из 2002. године активно се бави пољопривредном производњом. Према подацима РЗС за 2010. годину укупна површина пољопривредног земљишта на територији Општине износи 20016 ha или 56,4% укупне површине. Од тога, обрадиво земљиште (оранице и баште) заузима 10893 ha, воћњаци 2167 ha, ливаде заузимају 1896 ha и пашњаци 5060 ha. Обрадиво земљиште се највећим делом налази у долини реке Дрине. Мањи део земљишта налази се у брдско-планинском залеђу.
Природни агрометеоролошки, услови су изузетни за гајење повртарских култура. Пашњаци су добра основа за развој сточарства и пчеларства, али и организованог сакупљања и прераде лековитог биља. Клима је умерено континентална са честим температурним колебањима.
Предности општине Љубовија у области пољопривреде су постојање еколошки здравих зона, добра покривеност пољопривредном механизацијом, традиција интензивне тржишно оријентисане пољопривредне производње, велики број регистрованих пољопривредних газдинстава. Развијена је мрежа ветеринарских, пољопривредних станица и апотека и организована противградна заштита на територији целе Општине.

## Туризам
Туристичка организација општине Љубовија, као носилац и организатор већине манифестација, основана као јавно предузеће са циљем да својим активностима припомогле развој руралног, излетничког, верског туризма кроз повећање смештајних капацитета и осмишљавање нових садржаја.
У Љубовији се од 2014. одржава Скобаљијада, традиционално риболовачко такмичење у пецању скобаља.
Заштићена природна добра, којих на територији општине Љубовија има неколико, представљају посебну туристичку одредницу овог краја и специфичну и значајну компаративну предност (кањон реке Трешњице, подручје Торничке Бобије, Меморијални комплекс Мачков камен на планини Јагодњи).
Од заштићених непокретних културних добара на територији општине Љубовије се налазе: 
- Камени мост или Стари мост у Доњој Оровици,
- Црква брвнара у Селанцу
- Црква брвнара у Доњој Оровици
- Комплекс „Мачков камен“

## Знаменитости
Соко Град смештен је на једној стени Соколске планине, испод највишег врха, Рожња (973 м). Планина се диже јужно и југоисточно од Крупња, између река Дрине и Узовнице на западу, реке Љубовиђе на југу и Криве реке на североистоку.
Град је након одласка турске војске и посаде миниран и добрим делом уништен. Епископ шабачки Лаврентије је подно Соко Града подигао манастир посвећен Николају Велимировићу. 2000 године на највишој литици изнад манастира, подигнут је крст. висини 13,6 метара и тежине 2200 килограма. Од манастира до крста подигнуто је 10 капела од камена које су пригодно осликане у којима је исписана по једна Божија заповест.

### Мачков камен
Мачков камен је врх на планини Јагодњи, где су се на малој површини водиле битке између српске и аустро-угарске армије. У бици је настрадало око 2000 војника и ова битка је позната по томе што је у њој погинуло највише официра. У знак сећања на погинуле 1932. године подигнута је спомен костурница. Сваког септембра одржава се историјски час, који организује Општина Љубовија и Општина Крупањ. На Мачковом камену такође постоји ски стаза и мини жичара.

### Кањон Трешњице
Река Трешњица извире на југозападној страни Повлена на висини од 1185 m, а улива се у Дрину код Горње Трешњице на висини од 180m. У кањону Трешњица прима највеће леве притоке — Сушицу и Трибућу. Специфично за кањон Трешњице је то да сваког пролећа излази из Дрине на природни мрест риба младица, „краљица“ Дрине. На реци Трешњици изграђен је пуносистемски рибњак калифорнијске пастрмке. Кањон Трешњице је природно добро од изузетног значаја, које је стављено под заштиту, ради очувања станишта популације природне реткости белоглавог супа. Један је од најлепших кањона и представља станиште за 17 парова орла белоглавог супа, који је још једино настањен у кањону Увца. Најкрупнија је птица грабљивица у овом крају и храни се искључиво остацима угинулих животиња. Белоглави суп је угрожена врста којој прети истребљење и еколози чине све да их спасу од нестајања. Женка у току године положи само једно јаје и из тог разлога их је изузетно тешко заштитити и сачувати од нестајања.

### Етно село Врхпоље
Етно село „Врхпоље” се налази на десној обали реке Дрине, на путу Љубовија — Ужице. Представник је сеоског туризма како у Љубовији тако и у околини. Вајати, магазе, троношци, петролејка дочаравају амбијент 19ог века. Храна у селу је типична српска, проја, сир, кајмак, уштипци, ајвар, рибља чорба спремљена од дринске рибе. Етно село је такође одмаралиште за регаташе.

### Манифестације

#### Дринска регата у Љубовији
Дринска регата у Љубовији има традицију од 2012. године, када је учествовала свега пар пловила, да би претходих година број пловила био 2000 и 20000 учесника. Пловни пут је дужине 40 км од Рогачице до Љубовије, и 9 сати пловидбе. Одржава се друге суботе јула а командант регате је капетан Зоран Војиновић. Организатори су Општина Љубовија, туристичка организација Љубовија и рафтинг клуб. Обезбеђење у току пловидбе чини полиција, рониоци, спасиоци, служба дома здравља и др. Након завршене пловидбе, одржавају се концерти и друге манифестације.

#### Гастро фест
Гастро фестивал се одржава друге суботе маја и друга је по величини манифестација у Љубовији. Одржава се од 2009. године, а оснивач је Милорад Аћимовић. Организатор је туристичка организација Љубовије, а манифестација је међународног карактера. Основана је са циљем да се промовише кухиња Азбуковачког краја.
Такмичарске дисциплине су: припрема рибље чорбе, етно трпеза, модерна трпеза, пекарство, посластичарство, кавринг, најбржи кувар Гастро феста. Гастро фест се такође завршава концертима.

## Култура
У Љубовији постоји културно уметничко друштво „Азбуковица”, основано 1976. године, Драмско друштво „Љубовија“ и аматерско позориште „Александар Јоковић”. Главни носилац културних догађања у општини је Градска библиотека „Милован Глишић” која постоји од 1939. године. Поред своје основне делатности, библиотека је организатор позоришних и биоскопских представа, изложби, промоција, гостовања и пратећих манифестација. 
Културно-уметничко друштво „Азбуковица” на више стотина наступа освојило је много вредних награда и признања. Данас ово друштво окупља 120 чланова у три ансамбла.

## Образовање
Школство у Азбуковици има веома дугу традицију. Почетак организованог школства везује се за отварање прве школе, давне 1838. године. У самој варошици Љубовији, прва школа почела је са радом 1875. године. На територији општине Љубовија, образовно-васпитни рад обавља се на нивоу основног и средњег образовања.

### Основно образовање
Мрежу објеката основног образовања чине: једна матична школа ОШ „Петар Враголић” Љубовија са пет осморазредних школа у Узовници, Врхпољу, Доњој Љубовиђи, Доњој Оровици и Горњој Трешњици и шеснаест издвојених одељења четвороразредне школе у насељима: Цапарић, Горње Кошље, Горња Љубовиђа, Рујевац, Савковић, Селенац, Соколац, Оровичка планина, Горња Оровица, Грачаница, Грчић, Црнча, Леовић, Постење, Гребен и Лукића брдо.
Као последица смањења броја становника, као и промена у старосној структури општине Љубовија, дошло је до осетног смањења броја ученика основних школа. За само десетак година дошло је до пада популације школске деце за близу 23,5%.

### Средње образовање
Средња школа „Вук Караџић” Љубовија је основана 1964. године као издвојено одељење Гимназије „Вук Караџић” у Лозници, као резултат тежње и великог труда Азбуковчана да не заостају на пољу ширења просвете и културе.
Школу данас похађају ученици груписани у одељења следећих профила занимања:
- Гимназија — општи тип
- Економска школа
- Трговац
- Угоститељ (кувар-конобар)

## Верски објекти
На територији општине налази се дванаест цркава и четири манастира, који припадају Епархији шабачкој Српске православне цркве: 
- Црква брвнара у Доњој Оровици, посвећена је Сабору Св. 12 Апостола са занимљивим реликвијама. Време настанка цркве није са сигурношћу утврђено, али се сматра да је стара више од 200 година. У цркви се налази мноштво икона, а четири су под заштитом државе и представљају посебну вредност. У близини цркве налази се прангија за коју нико не зна одакле је, али зна се да се оглашава на Бадње вече. За њу је везан и један занимљив обичај: момак који је хтео да се жени морао је подићи прангију изнад главе и тако доказати да је спреман за женидбу.
- Црква у Селанцу, посвећена је Св. Апостолима Петру и Павлу. Нема података када је саграђена, али се претпоставља да потиче из 13. века. Обновљена је 1816. године и под заштитом је Завода за заштиту споменика културе. У цркви се налази крипта — место где су сахрањивани свештеници, а по легенди и попадија која је живела 110 година.
- Црква у Љубовији посвећена је Св. Преображењу, саграђена 1932. године, у моравском стилу.
- Црква у Горњој Љубовиђи посвећена је Вазнесењу Господњем, саграђена 1940. године.
- Црква у Грачаници посвећена је Вазнесењу Господњем, саграђена 1903. године.
- Црква у Арсеновићима посвећена је Св. Великомученику Димитрију, саграђена 1968. године.
- Црква брвнара у Савковићу (Бобија) посвећена је Св. мученику Кнезу Лазару, саграђена 1944. године.
- Црква у Цапарићу посвећена је Св. Николају, саграђена 1932. године.
- Црква у Врхпољу посвећена је Св. пророку Јеремији, саграђена 2000. године.
- Црква у Горњој Трешњици посвећена је Св. Николи, саграђена 1839. године.
- Црква у Оровичкој планини посвећена је Св. Великомученику Георгију, саграђена деведесетих година 20. века.
- Црква у Узовници посвећена је Успењу Пресвете Богородице, грађена је од 1935. — 1936. године у виду триконхонса.
- Црква у Доњој Љубовиђи посвећена је Св. Марији Магдалени. Изградња ове цркве започета је 2012. године.

Манастири:
- Манастир Св. Николај Српски, Соко Град
- Манастир Св. Тројице, Читлук
- Манастир Св. Тројице, Бјеле Воде, Поднемић
- Манастир Огњене Марије, Рујевац

## Спорт
Љубовија је седиште фудбалског клуба „Дрина” Љубовија и истоименог кошаркашког клуба. Од спортских колектива, ФК „Дрина” је најстарији основан 1928. године, који се тренутно такмичи у Српској Лиги Запад трећем такмичарском нивоу српског фудбала.
Женски кошаркашки клуб „Љубовија” је основан 1976. године. Клуб се тренутно такмичи у Б Женској лиги. Карате клуб „Дрина” основан је 10. септембра 1975. године. Најтрофејнији је клуб у општини Љубовија. Има око 60 редовних чланова и такође велики број трофеја.
Шаховски клуб „Дрина” је такође један од носилаца спортских активности у Љубовији и један од најуспешнијих клубова на овом подручју. 
Најмлађи клуб је Рафтинг клуб „Дринска Регата” основан „2007”. године. Члан је Рафтинг Савеза Србије и такмичи се у Првој Националној Рафтинг Лиги Србије.

## Насељена места
- Берловине
- Врхпоље
- Горња Љубовиђа
- Горња Оровица
- Горња Трешњица
- Горње Кошље
- Грачаница
- Грчић
- Доња Љубовиђа
- Доња Оровица
- Дрлаче
- Дубоко
- Леовић
- Лоњин
- Љубовија
- Оровичка Планина
- Поднемић
- Постење
- Рујевац
- Савковић
- Селанац
- Соколац
- Торник
- Узовница
- Цапарић
- Црнча
- Читлук